# ثعلب طائر هندي
الثعلب الطائر الهندي (الاسم العلمي Indian flying fox) هو نوع من الثعلب الطيار من فصيلة خفافيش الفاكهة. وهو كائن ليلي يتغذى بشكل أساسي على الفواكه الناضجة، مثل المانجو والموز، والرحيق.
يوجد الثعلب الطائر في الهند وبورما والمالديف والصين (التبت) وبنغلاديش وبوتان وسريلانكا وباكستان ونيبال. يصل طوله إلى نحو 25 سم وعرضه عند نشر جناحيه إلى المتر ونصف المتر.

## الخصائص الفيزيائية
قد يكون الثعلب الطائر الهندي أحد أكبر الخفافيش في العالم، يصل وزنه إلى 3.5 رطل (1.6 كجم).

## الروابط الخارجية
- Bat World Sanctuary
- Bat Conservation International
- Brief history of Megachiroptera / Megabats